# Puerto Vallarta
Pour les articles homonymes, voir Vallarta.
Puerto Vallarta est une ville et une municipalité de l'État mexicain du Jalisco. Elle se situe dans la Bahía de Banderas sur l'océan Pacifique. L'agglomération propose deux importants bassins de plaisance et une rade d'escale pour les navires de croisière. Elle est une destination touristique importante. En 2010, d'après les résultats du recensement, Puerto Vallarta comptait 203 342 habitants et ses hôtels avaient enregistré 5 millions de nuitées.
Au contraire de Cancún, autre destination touristique mexicaine courue, Puerto Vallarta était un village mexicain traditionnel avant de devenir une station touristique à réputation mondiale.

## Points d'intérêt
La plupart des attraits touristiques sont accessibles à distance de marche.
- Les plages permettent d'y marcher de long en large. La baignade, selon la période de l'année, est possible, mais à certains endroits le sol est rocailleux et les vagues sont plutôt fortes.
- L'église Guadalupe est située en plein centre-ville, à proximité de boutiques locales où sont vendus des souvenirs et des vêtements.
- Les couchers de soleil sont parmi les plus beaux au monde. En effet, l'horizon se situe à l'ouest, exactement où se couche le soleil, vers 19h tous les soirs.
- Le Malecón (promenade au bord de mer, où se pratique le paseo) avec ses sculptures surprenantes, ses boutiques et restaurants d'où l'on peut assister aux plus beaux couchers de soleil du monde
- L'île sur le Río Cuale (restaurants, marché artisanal, centre culturel et surtout un musée archéologique).
- Le marché municipal où l'on trouve de nombreux objets de l'artisanat local.
- La Zona Romántica « zone romantique » avec ses restaurants et sa plage.
- La Marina et son port de plaisance où de nombreux restaurants offrent un cadre reposant.
- El Edén, lieu de tournage du film Predator de 1987, avec Arnold Schwarzenegger.

## Histoire
Les plus anciens vestiges archéologiques trouvés à Puerto Vallarta, remontant à 580 avant J.-C., proviennent du site appelé La Pedrera, à Colonia Lázaro Cárdenas. Il est probable que les premières colonies se sont établies autour de 300 avant J.-C. Vers l'an 900 et jusqu'aux environs de l'an 1200, le peuple des Aztatlán s'implantent dans la région du Jalisco et dans la baie de Banderas (baie des Drapeaux). De cette présence, les Espagnols en retrouvent les traces, comme le mentionnent les chroniques des premiers missionnaires espagnols arrivés sur place au XVIe siècle.
Dans sa Relation de Compostelle, le lieutenant Lázaro Blanco écrit, en 1584, que les indigènes habitant la vallée se nomment "Xihutla", ce qui signifie "endroit où l'herbe pousse." Les Espagnols massacrèrent ce peuple. Le capitaine Francisco Cortés de San Buenaventura, vainqueur de la région, lança ses troupes, en mars 1525 pour soumettre la population locale : quand il atteignit Tintoque, un bastion des indigènes, il affronta, relatent les chroniqueurs, plus de vingt mille Indiens armés à l'entrée du village. Ce sont les Espagnols qui donnèrent à la vallée le nom de Banderas, pour commémorer les drapeaux que déployèrent les soldats lors de cette bataille et qui leur donnèrent le courage de vaincre leurs ennemis.
Puerto Vallarta est resté isolé du reste du monde, coincé entre les montagnes, l'océan et la rivière Ameca, pendant de nombreuses années. L'activité économique se concentrait dans les villes de Cuale, San Sebastián et Mascota, où des mines d'argent étaient exploités. Puerto Vallarta était utilisé surtout pour le chargement et le déchargement du minerai, des denrées et des équipements nécessaires aux populations des montagnes. À cette époque, l'endroit est connu sous le nom de Las Peñas de Santa María de Guadalupe, nommé ainsi par Don Guadalupe Sánchez Torres, un marchand de sel, y séjournait régulièrement, puisque pour le raffinage du métal les mines d'argent employait de grandes quantités de sel. D'autres riches familles y firent construire de belles demeures à partir du milieu du XIXe siècle.
En 1880, le village compte 1500 habitants et, en 1885, le port est officiellement ouvert à la navigation intérieure. La même année est créé le bureau des douanes maritimes, mais bien qu'il soit une entité politique et judiciaire il continue de s'appeler Las Peñas. Ce n'est que le 31 mai 1918 que Las Peñas obtient le titre de ville et son nom actuel, Puerto Vallarta, en l'honneur de Ignacio L. Vallarta, gouverneur de Jalisco.
Le déclin de l'exploitation minière dans les villages des montagnes déplace l'activité économique de Puerto Vallarta vers l'agriculture, en particulier avec l'arrivée de la Montgomery Fruit Company en 1925. Cependant, l'entrée en vigueur de la réforme agraire de 1935 diminue l'influence de l'exploitation des terres par les multinationales américaines. La nouvelle source de richesse devient la pêche, en particulier celle du requin, car leur viande et les ailerons sont exportés pour les restaurants chinois de New York et de l'huile debfoie est utilisée comme complément alimentaire pour les soldats pendant la Première Guerre mondiale.
À partir de 1930, les touristes nationaux et étrangers, attirés par la tranquillité et la beauté naturelle du port, augmentent en nombre chaque année. Cela favorise l'ouverture de différentes entreprises liées au tourisme, y compris une ligne aérienne de Mexicana Airlines.
Puerto Vallarta demeure pourtant une destination touristique relativement méconnue jusqu'à l'événement international, en 1964, du tournage du film La Nuit de l'iguane (The Night of the Iguana), réalisé par John Huston. Contrairement à ce qui est souvent affirmé, Elizabeth Taylor ne faisait pas partie de la distribution du film : elle ne faisait qu'accompagner son amant, l'acteur Richard Burton, pendant le tournage. L'intérêt des médias pour la présence du couple mythique (l'acteur y achetant une maison pour sa partenaire) propulsa Puerto Vallarta comme destination à la mode. Pour commémorer cet important événement de l'histoire de Puerto Vallarta, une statue du légendaire réalisateur John Huston est érigée dans la ville. Aujourd'hui, le tourisme est la première activité économique de la région.

## Tournages cinématographiques
En raison de ses plages, de la qualité de la température et de la présence de la Sierra Madre occidentale, la région de Puerto Vallarta a été le lieu de tournage de plusieurs productions cinématographiques : La Nuit de l'iguane (The Night of the Iguana), avec Ava Gardner et Richard Burton, en 1964 ; Le Magnifique, avec Jean-Paul Belmondo et Jacqueline Bisset, en 1973 ; Predator, avec Arnold Schwarzenegger, en 1987 ; Vengeance, avec Kevin Costner, en 1990 ; Le Chihuahua de Beverly Hills, avec Drew Barrymore, en 2008 ; Limitless, avec Bradley Cooper.

## Villes jumelées
- Santa Barbara (Californie) (États-Unis) depuis 1972
- Gijón (Espagne)
- Londres (Angleterre)
- Saint-Tropez (France)
- Acapulco (Mexique)
- Port Hueneme (États-Unis)

| Ville | Ville         | Pays | Pays       |
| ----- | ------------- | ---- | ---------- |
|       | Gijón         |      | Espagne    |
|       | Highland Park |      | États-Unis |
|       | San Francisco |      | États-Unis |
|       | Santa Barbara |      | États-Unis |

## Galerie
| Cocotiers sur la plage Los Muertos. |
| Cocotiers sur la plage Los Muertos. |

| Le bord de mer |
| Le bord de mer |

| Une rue du centre-ville  |
| Une rue du centre-ville. |

| La cathédrale de Notre-Dame-de-Guadalupe |
| Église Notre-Dame-de-Guadalupe           |